# مسح فلكي فيستا

رؤية سديم الكركند بواسطة تلسكوب VISTA التابع لـ ESO ، كجزء من مسح VVV.

مسح فلكي فيستا VISTA أو متغيرات في مجرة الطريق اللبني
Variables in the Via Lactea، ويعرف أيضا بــمسح في في في
The VVV Survey - هو مسح فلكي يراقب انتفاخ مجرة درب التبانة والقرص الجنوبي في نطاق الأشعة تحت الحمراء القريبة (أي القريبة من البرتقالي من الطيف) باستخدام قدرات تلسكوب VISTA في مرصد بارانال، تشيلي.
بدأ المسح في فبراير 2010 واكتمل في عام 2016. في عام 2015 تقدم فريق الباحثين VVV Science بطلب للدورة الثانية من الاستطلاعات العامة لتلسكوب VISTA ليقوم بمسح موسع survey–VVVX لمشاهدة متغيرات في مجرة الطريق اللبني - مجرتنا - وبدأ في مراقبة الفصل الدراسي الثاني من عام 2016، على أن يكتمل بحلول عام 2020.

## الأهداف
مسح إن مسح فيستا أو مسح فلكي VVV هو مسح عام لتقلب الأشعة تحت الحمراء (IR) الآتية إلينا من حوصلة (انتفاخ) مجرة درب التبانة وقسم مجاور من المستوى الأوسط حيث يوجد نشاط كبير في تكوين نجوم جديدة. ولإكمال هذا الاستطلاع سيستغرق الأمر 1929 ساعة تغطي 10 9 من النجوم في مساحة سماوية 520 درجة مربعة، بما في ذلك 33 عنقودًا كرويًا للنجوم معروفًا ، وحوالي 350 عنقودًا مفتوحًا. ستنتج تلك المشاهدات: أطلس الأشعة تحت الحمراء العميق (مجسمة، غير تلك التي تسجل التجمعات النجمية في مساحة ذات بعدين فقط) ) في 5 نطاقات للأشعة تحت الحمراء حتى الأشعة تحت الحمراء القريبة ورصد وتسجيل عدد 10 6 من النجوم المتغيرة. سينتج عن ذلك خريطة ثلاثية الأبعاد للمنطقة التي تم مسحها معتمدين على بيانات المسافات الأولية المعروفة جيدًا عن مجموعة نجوم RR Lyrae. سيقدم المسح معلومات هامة عن أعمار المجموعات النجمية. 
سيتم دمج المشاهدات مع بيانات من MACHO وOGLE وEROS وVST وسيتزر SPITZER وHST وCHANDRA وINTEGRAL وALMA من أجل فهم كامل للمصادر المتغيرة في المنطقة الداخلية لمجرة درب التبانة. ستتبع من هذا المسح العديد من المعلومات الهامة عن تاريخ مجرة درب التبانة، ولتطور المجموعات النجمية الكروية، وع تعداد النجوم في منطقة الانتفاخ والمركز، وكذلك مقارنة النتائج بما تقوله نظرية النبض. 

## اقرأ أيضًا
- فراغ محلي
- مسح سلووان الرقمي للسماء
- منطقة التفادي
- درب التبانة
- حوصلة مجرة

## روابط خارجية
- الصفحة الرئيسية لـ VVV